# Legenda judo-ului 2
Legenda judo-ului 2 este un film japonez din 1945, regizat de Akira Kurosawa.